# TFSI
Turbo fuel stratified injection (TFSI) är en turbo-variant av FSI, som i sin tur är direktinsprutning som ökar vridmomentet och effekten hos bensinmotorer. TFSI gör motorerna ca 15 procent mer ekonomiska samtidigt som avgasutsläppen minskar.